# リーグレ共和国

リーグレ共和国
Repubblica Ligure (イタリア語)

1803年の北イタリアの地図（ドイツ語表記）

リーグレ共和国（イタリア語: Repubblica Ligure）は、フランス革命戦争期のイタリア北西部（現在のリグーリア州の大部分）に短期間存在した共和制国家である。姉妹共和国の一つ。リグーリア共和国（英: Ligurian Republic）ともいう。

## 設立
モンベッロの和約の結果、ナポレオン・ボナパルトにより1797年6月14日に創られた。

## 首都
ジェノヴァとされた。

## 領土
リーグレ共和国成立時西の国境は北はサルデーニャ王国、東はパルマ・エ・ピアチェンツァ公国、東北はチスパダーナ共和国(旧ミラノ公国の領域であったトランスパダーナ共和国を吸収しすぐにチザルピーナ共和国となった)、南はリグリア海。

## 歴史
短期間存在したフランスの衛星国（姉妹共和国）であった。
旧ジェノヴァ共和国の領域に作られ、リグーリア地方の大部分を占めた。1805年6月フランスに併合された。またサルデーニャ王国に併合される前の1814年の4月28日から7月28日までの短期間に共和国は復元されていた。
リーグレ共和国は白地に赤十字のジェノヴァの伝統的な国旗を用いた。